# Haus auf Leims
Das Haus auf Leims ist eine Villa in Remagen, einer Stadt im rheinland-pfälzischen Landkreis Ahrweiler, die 1929 errichtet wurde. Von 1954 bis 1956 war sie Sitz der Handelsvertretung der Republik Korea (Südkorea) in der Bundesrepublik Deutschland.

## Lage
Die Villa (Adresse: Wässigertal 16) liegt als Solitär in Hanglage oberhalb und südlich des Stadtzentrums auf einer Höhe von knapp 95 m ü. NHN. Vom Wässigertal aus ist sie über einen privaten, gut 80 m langen Zufahrtsweg zugänglich.

## Geschichte
Die Villa entstand nach einem Entwurf des Bad Godesberger Architekten Willy Maß für die Bauherrin Lore Kollbach, Ehefrau des Verlegers und Chemikers:184 Dr. phil.:183 Karl Kollbach (* 1895 in Remagen:22), dem Sohn des Pädagogen und Reiseschriftstellers Karl Kollbach. Ihren Namen erhielt sie nach dem örtlichen Flurstück „Im Leims“.:22 Nach dem arbeits- bzw. krankheits- und kriegsbedingten vorübergehenden Auszug der Familie Kollbach aus dem Haus im Herbst 1944 wurde dieses im Auftrage der Eigentümerin durch den früheren Leiter der Polizei in Bad Neuenahr verwaltet.:99 Am 27. Dezember 1944 wurde das Anwesen durch einen Bombenangriff im alliierten Luftkrieg beschädigt, auf den jedoch keine weiteren kriegsbedingten Schäden folgten.:102:114 Am 31. Dezember 1944 zwang die Stadt Remagen den bisherigen Hausverwalter zur Schlüsselübergabe und übernahm die Verwaltung der Immobilie. Seinerzeit lagen Einheiten der Wehrmacht in dem Haus in Quartier.:102 Anschließend stand das Gebäude leer und war dem allgemeinen Verfall und Plünderungen ausgesetzt.:103
Nach Kriegsende wurde das Haus auf Leims durch mehrere Mietparteien belegt.:114 Die Stadt Remagen verweigerte der Familie Kollbach eine Rückkehr in das Anwesen, auch als die meisten Räume unbelegt waren:161, und betrachtete sich nunmehr auch als dessen Eigentümerin. Ab September 1945 stand es unter Kontrolle des „Amtes für Vermögenskontrolle“ des Kreises Ahrweiler.:193 Im Oktober 1946 wurde der ehemalige (bis April 1945 amtierende) Remagener Amtsbürgermeister Hans Kemming:193 in das Haus eingewiesen.:192 Bis 1949 konnte die Familie Kollbach den Rechtsstreit über die Eigentumsfrage für sich entscheiden.:162 Wenige Tage nach der Freimachung des Eigentums im November 1949 beschlagnahmte jedoch die französische Besatzungsmacht die Villa:174, um sie als Residenz des Flügeladjutanten des auf Schloss Ernich bei Remagen residierenden französischen Hohen Kommissars am Regierungssitz Bonn zu nutzen. Es folgte bis Ende 1949 eine Instandsetzung des Gebäudes.:178

### Südkoreanisches Generalkonsulat
Nach Ende des Koreakriegs 1953 beschloss die südkoreanische Regierung, ihre Beziehungen zur Bundesrepublik Deutschland zu vertiefen. Daher entsendete sie 1954 einen Generalkonsul an den Regierungssitz Bonn. Die Wahl fiel auf Hanho Rhi, der bis dahin als Unternehmer im schweizerischen Appenzell tätig war. Das Auswärtige Amt empfahl ihm auf Vorschlag des Bundesministeriums für Wohnungsbau auf der Suche nach einer geeigneten Liegenschaft für das neu zu eröffnende Generalkonsulat das damals zehn Zimmer umfassende Haus auf Leims, für das sich Rhi zügig entschied. Er mietete es für die Dauer von zehn Jahren – vorbehaltlich einer Verlegung des Regierungssitzes – von der Eigentümerin Kollbach. Sieben Räume der Villa wurden als Diensträume des Generalkonsulats genutzt. Rhi erreichte – ohne Wissen seiner Regierung –, dass es seitens der Bundesrepublik als Handelsvertretung der Republik Korea anerkannt wurde und damit einen diplomatischen Status erhielt. Nachdem die koreanische Regierung die Geschäftsführung Rhis aufgrund fraglicher Finanztransaktionen  beanstandet hatte, kündigte dieser widerrechtlich den Mietvertrag für die Villa und kehrte im Juli 1956 in die Schweiz zurück.
Rhis Nachfolger wurde Vizekonsul Dai Young Park, unter dessen Leitung das Generalkonsulat noch mehrere Wochen im Haus auf Leims ansässig war. Anschließend wurde es nach Köln verlegt, sodass die Villa zwei Monate später an die Besitzerin zurückgegeben werden konnte. Es folgten ein mehrmonatiger Leerstand und eine durch die koreanische Nutzung notwendig gewordene Renovierung des Anwesens, bis es zu Jahresbeginn 1957 für die Dauer eines Jahres erneut einen Mieter fand. Die widerrechtliche Kündigung durch den Generalkonsul Rhi führte zu einem Rechtsstreit zwischen der Besitzerfamilie und dem Ehepaar Rhi sowie der Republik Korea, der auch die Spitze des Deutschen Bundestages erreichte. Das Auswärtige Amt vertrat den Standpunkt, die Villa sei von dem Generalkonsulat auf Grundlage eines privaten Mietvertrags zwischen Rhi und der Besitzerin genutzt worden. Während des noch andauernden Rechtsstreits musste das Anwesen aufgrund eines, nicht zuletzt durch den Mietausfall ausgelösten finanziellen Engpasses der Besitzerfamilie von der Kreissparkasse Bonn 1957 unter Zwangsverwaltung gestellt werden. Mitte 1962 bestimmte das Landgericht Bonn die Republik Korea zum Vertragspartner der Eigentümerin. Die Forderung Kollbachs an den Staat belief sich auf 200.000 Mark. Bei einem Staatsbesuch des südkoreanischen Staatspräsidenten Park Chung-hee im Dezember 1964 war der Rechtsstreit Gegenstand von Verhandlungen mit dem seinerzeitigen Außenminister Gerhard Schröder, die auch die Erhöhung der deutschen Entwicklungshilfe an das Land beinhalteten. Am 15. Dezember 1964 wurde die Villa zwangsversteigert.